# Bastão policial

Era muito comum a utilização de tonfas durante a ditadura militar brasileira, muitas vezes utilizada de forma errada, sem técnica e com abuso de força, causava danos graves

A arma chamada de cassetete, tonfa ou também conhecido pelo meio militar como bastão expansível tático, é um bastão de defesa pessoal considerado uma arma menos letal, normalmente feito de madeira, ferro ou polipropileno.
Seu uso remete ao período vitoriano em Londres pela policia da época, desde este uso em Londres, a utilização do cassetete e de bastões de defesa foram se popularizando através do mundo sendo essencial para as forças de segurança policiais. 
O uso deste tipo de bastão se enquadra na lei brasileira de contravenção penal, assim não sendo ilegal, porem passível de multas e de apreensões do equipamento.

## História
Os cassetetes foram utilizados inicialmente pela policia de Londres para uma força menos letal, eram feitos de madeira e na época não eram retráteis. Os policiais apelidavam o seu bastão de "Billys Club" sendo "billys" um apelido para policial (dado pelos próprios policiais) e "club" remete ao naipe de páus do inglês, assim sendo "a vara policial".
Já o nome em português "cassete" vem do francês "casse-tete" que significa literalmente "quebra-cabeça".

## Ferimentos

### Leves (hematomas e desmaios temporarios)
A utilização de cassetetes e tonfas podem causar ferimentos leves, com hematomas e se bem utilizado desmaios, no qual não irão afetar o encéfalo apenas causar um leve desmaio e tontura para facilitar a força policial a algemar o suspeito. Casos deste tipo não causam problemas muito graves, porem a utilização errada da tonfa pode levar a morte.

### Médios a graves (fraturas e hemorragias)
O uso da tonfa de maneira equivocada pode causar a lesão e a fratura de ossos como úmero, ulna e rádio. Este tipo de fratura ocorre quando a vitima tenta proteger seu corpo utilizando o braço e assim quebrando estes ossos. A fratura destes ossos pode ser grave quando o ferimento é uma fratura externa (quando o osso sai do corpo rompendo tecido) ou quando causa uma hemorragia interna por perfuração de artéria ou veia. O nome deste tipo de fratura na traumatologia forense é fratura do cassetete.

### Morte
O uso errôneo de bastões táticos pode causar a morte, um caso recente foi o caso da morte de Giovanni López, morto pelo uso abusivo da força policial pelo uso de tonfas contra a sua cabeça, este dano na cabeça de Giovanni causou uma lesão no cérebro e assim causando a morte do individuo por traumatismo craniano. Casos de mortes causadas por tonfas são raros, porem são reais e acontecem, principalmente pelo abuso da força e falta de técnica do utilizador do cassetete

## Utilização

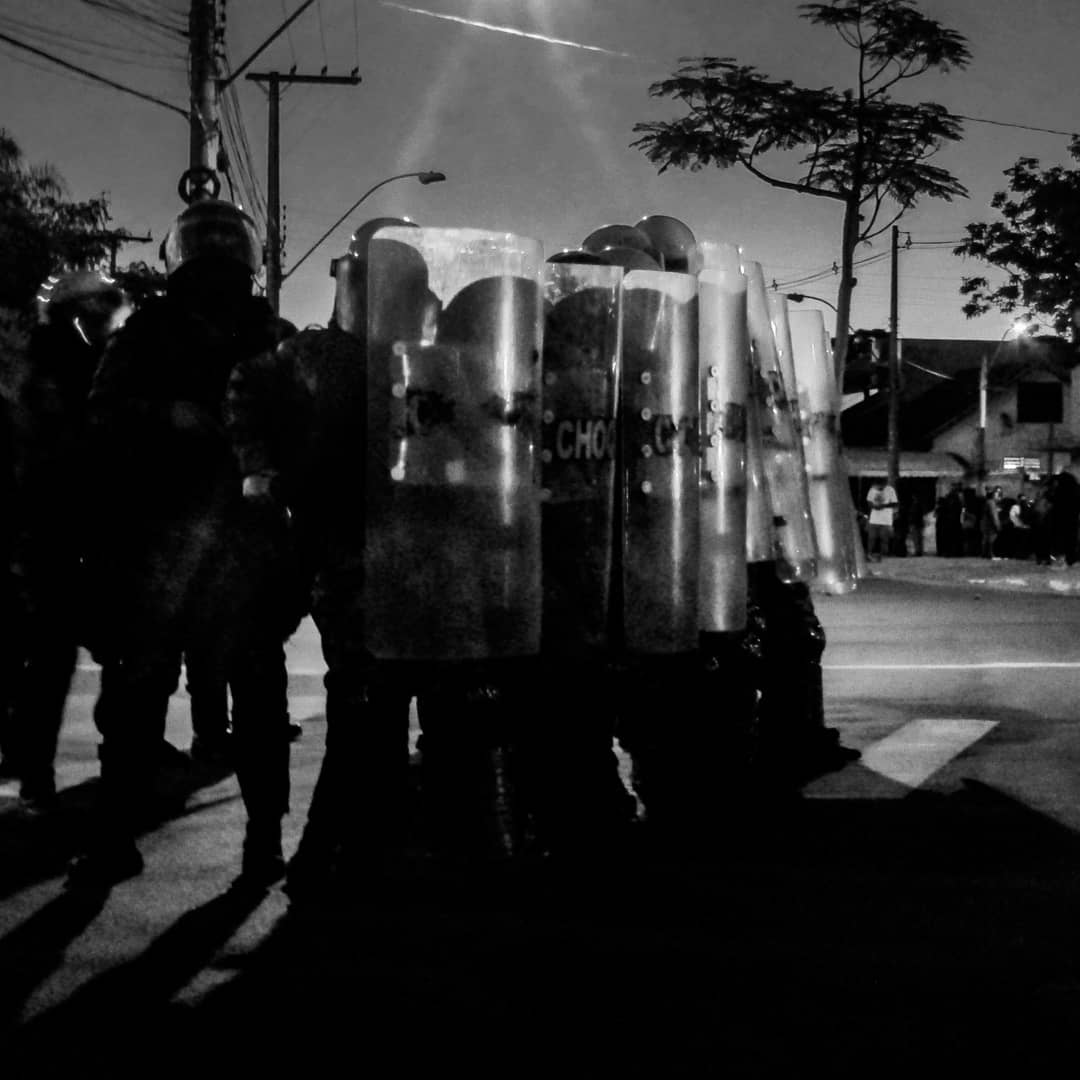
Policiais Militares portando spray de pimenta, armas com munição de borracha e tonfas em protestos pelo julgamento dos assassinos de João Alberto Freitas em Porto Alegre

### Policia Militar
A policia militar tem este equipamento como arma menos letal, juntamente com a taser e a spark e em alguns casos uma arma de beanbag ou bala de borracha. Este equipamento é utilizado para defesa pessoal em caso de ataques corpo-a-corpo a algum policial em serviço. O tipo de equipamento pode mudar de estado para estado e de batalhão para batalhão. Esta arma também é utilizado em protestos juntamente com escudos balísticos para dispersar manifestantes. A cavalaria da policia militar utiliza de cassetetes maiores para ter maior eficiência, tendo em vista que o tamanho padrão de tonfas em cima de cavalos não é eficiente.

### Guarda Municipal
Com a mesma função que a policia militar, os guardas municipais normalmente utilizam o cassetete em seu dia-a-dia de trabalho nas ruas.

### Seguranças Patrimoniais e Vigilantes
Estes profissionais também fazem utilização deste equipamento, principalmente quando os mesmos não tem a permissão para portar armas de fogo, assim utilizando dos bastões para defesa do patrimônio, geralmente estes vigilantes ficam em regiões de menos periculosidade e assim não necessitando da utilização de armas de fogo (como shoppings, aeroportos, hospitais, escolas...). É menos comum com vigilantes que portam armas, já que o custo beneficio não é compensador.

### Praticantes de artes marciais
Algumas artes marciais como jogo do pau, tahtib, calinda, eskrima, nguni e como alternativa para outras artes marciais que utilizam espadas que porem utilizam também bastões para evitar ferimentos em treinamentos como o kenjutsu e o kendo.

## Legalidade para civis

### NoBrasil
No Brasil o cassetete é considerado uma contravenção penal, assim entrando juntamente com outras armas brancas como facas e canivetes no código penal brasileiro. O artigo 19 da Lei das Contravenções Penais cita o seguinte:
| “        | Trazer consigo arma fora de casa ou de dependência desta, sem licença da autoridade: Pena – prisão simples, de quinze dias a seis meses, ou multa, de duzentos mil réis a três contos de réis, ou ambas cumulativamente. | ” |
| — Art 19 | |   |

Sendo assim, é proibido portar armas fora de sua residência, porem se você tiver licença para portar a mesma isto passa de ser ilegal para ser um ato legalizado. Porem já que não existe licença federal para o uso de cassetetes ou bastões táticos, isso se encaixa em uma contravenção penal, onde é ilegal portar arma porem não pode ser julgado como crime pois o estado não oferecendo uma licença para uso, você não tem culpa por não possuir a licença. A "pena" para este tipo de caso, varia de autoridade para autoridade, porem geralmente são avisos verbais, apreensão do equipamento e em últimos casos multas.